# ريجنالد ديفيز
ريجنالد ديفيز (بالإنجليزية: Reginald Davies)‏ (30 سبتمبر 1897 المملكة المتحدة - 7 يناير 1977 المملكة المتحدة) هو لاعب كرة قدم بريطاني.